# Горный кузу
Горный кузу (лат. Trichosurus cunninghami) — сумчатое млекопитающие семейства кускусовых.

## История открытия и исследования
В 2002 году, основываясь на морфометрических различиях, вид Собачий кузу был разделен на два вида, за северной популяцией сохранилось название Trichosurus caninus, а южная горная популяция была выделена в отдельный вид Trichosurus cunninghami.

## Описание
Длина тела составляет от 40 до 50 см, не считая хвоста (длина хвоста 34—42 см). Вес взрослой особи — от 2,5 до 4,5 кг. Половой диморфизм слабо выражен. Мех серого цвета, грудь белого или оливкового цвета, но встречаются и полностью чёрные особи. Хвост пушистый. Уши короткие, округленные.

## Распространение
Обитает в горных районах юга штата Виктории и на юго-востоке Квинсленда. В отличие от лисьего и северного кузу, очень редко заходит в городскую и сельскую местности, предпочитая лесную среду обитания.

## Образ жизни
Обитает в горных тропических лесах обычно на высоте 300 м над уровнем моря. Ведёт ночной образ жизни, в дневное время отсыпается в дуплах деревьев. В штате Виктория отмечается связь между количеством доступных укрытий и численностью горного кузу. Молодые особи, не имея возможности найти дневного укрытия, часто становятся жертвами хищников. Питается горный кузу листьями, древесной корой, фруктами, почками, грибами, лишайниками, беспозвоночными и мелкими позвоночными. В некоторых районах выказывает предпочтение определённым деревьям, например Акации серебристой. Сезон размножения длится с марта по июнь.